# Giovanna Zangrandi
Giovanna Zangrandi (Galliera, 13 giugno 1910 – Pieve di Cadore, 20 gennaio 1988) è stata una scrittrice, giornalista e partigiana italiana.

## Biografia

### Origini e formazione
Nata Alma Bevilacqua, usò vari pseudonimi tra cui Alda Bevilacqua, Il Falco (1943-1945), Anna Labanti, Anna Monego, Gianna Zanti, Giovanna Zangrandi (quest’ultimo venne usato definitivamente a partire dal 1945). Figlia di Gaetano Bevilacqua, di professione veterinario, e di Maria Tardini, casalinga, nacque il 13 giugno 1910 a Galliera (Bologna) e trascorse i primi anni dell’infanzia in quella che ricorderà come «la casa tra le colline».
Nel 1921 la famiglia scelse di trasferirsi a Desenzano, sul lago di Garda, confidando che le miti condizioni climatiche potessero migliorare lo stato di salute del padre, affetto da una malattia che lo costringeva a rimanere a letto per lunghi periodi e che lo portò a cadere in un profondo stato di depressione.
Giovanna frequentò dapprima il ginnasio statale Bagatta ma in seguito al suicidio del padre avvenuto il 12 settembre 1923, si trasferì insieme alla madre a Bologna, dove scelse di frequentare il liceo classico  Galvani». Conseguì la maturità classica nel 1929 e successivamente si iscrisse alla Facoltà di Chimica presso Università degli Studi di Bologna, conseguendo la laurea il 23 ottobre 1933 con votazione di 108/110. Il 7 dicembre dello stesso anno ottenne presso la stessa università il diploma in Farmacia con votazione di 75/90. Nel 1934 collaborò, in qualità di assistente, con l’Istituto di Geologia dell’Università degli studi di Bologna.
Negli stessi anni trascorse le vacanze in Cadore, compiendo scalate spesso pericolose e sciando sui pendii più ripidi, attività che la allenarono a sopportare l’inverno particolarmente freddo e la familiarizzarono con il territorio circostante, abilità che si riveleranno utili durante gli anni della Resistenza.
Il 30 ottobre 1937 Giovanna fu costretta ad affrontare un altro grave lutto, quello della madre, che la segnò profondamente e la portò a recidere i legami con il luogo d’origine e con la famiglia paterna di cui alcuni membri erano affetti da disturbi psichiatrici, che lei temeva di aver ereditato. Si trasferì quindi a Cortina d'Ampezzo (Belluno) e abbandonò definitivamente il nome di battesimo Alma Bevilacqua, dichiarandosi «cadorina d’adozione». Nonostante provenisse da una famiglia liberale, tacitamente ostile al fascismo, si iscrisse al Partito Fascista per poter esercitare la professione di insegnante presso l’Istituto privato «Antonelli» dove insegnò scienze naturali e quella di allenatrice della squadra femminile sciistica di Cortina. Nel 1938 avviò una serie di collaborazioni con giornali locali quali « Il Notiziario di Cortina», «Il Cadore», « Atesia Augusta», «Dolomiti», che le permisero di pubblicare articoli, leggende e racconti.

### La Resistenza
Nonostante un’iniziale indifferenza per la pratica politica, dopo l’8 settembre 1943 acquisì una vera consapevolezza politica che la portò a militare come staffetta nella brigata «Pietro Fortunato Calvi», divisione «Nannetti», assumendo il nome di battaglia «Anna». Il suo ruolo si rivelò fondamentale in quanto da Cortina poteva transitare attraverso la frontiera del Terzo Reich, fissata nella località di Dogana, per recarsi ad insegnare a Pieve di Cadore. Le vennero affidate mansioni di estremo rischio: trasporto di armi e altri materiali, diffusione della stampa clandestina, che solitamente era lei stessa a battere a macchina e a stampare, e comunicazione di informazioni riservate ai compagni; inoltre, venne incaricata dal generale «Garbin», nome di battaglia di Alessandro Gallo, di elaborare la mappa della zona per individuare i luoghi dove porre le mine per le azioni di sabotaggio. Individuata dai tedeschi, che posero su di lei una taglia di 50.000 lire, nel giugno 1944 fu costretta ad abbandonare la casa a Cortina e a trascorrere i mesi seguenti, compresi quelli invernali, in clandestinità tra le cime delle Marmarole. Durante gli anni della Resistenza s’innamorò del comandante Severino Rizzardi, nome di battaglia «Tigre», con cui condivise il sogno di gestire un rifugio in montagna a guerra finita. Severino venne ucciso pochi giorni prima della Liberazione, ma Giovanna riuscì comunque a realizzare quel sogno: nel 1946, dopo ad aver partecipato in prima persona ai lavori di costruzione dirigendo un gruppo di muratori, aprì e gestì il Rifugio Antelao situato nella sella di Pradonego, sotto la cima dell'omonimo monte. 

### L'attività letteraria nel secondo dopoguerra
Nel dopoguerra fondò e diresse la rivista «Val Boite. Settimanale del Comitato di Liberazione Nazionale di Cortina e della Val Boite», ma l’attività giornalistica si ridusse già negli anni Cinquanta, connessa alla delusione per la forzata chiusura della rivista. Nel 1951 cessò anche l’attività di gestione del rifugio, che venne ceduto al CAI. In seguito Giovanna ritornò a vivere a Cortina dove per sostentarsi svolse diverse mansioni: affittacamere, venditrice ambulante, trasportatrice, bracconiera, taglialegna, cuoca, guida turistica: inoltre scrisse e pubblicò romanzi rosa e gialli, pezzi giornalistici e itinerari turistici. Nello stesso anno pubblicò presso «L'Eroica» la prima opera in volume, Leggende delle Dolomiti, mentre l’anno seguente venne segnalata al  Premio Deledda per la raccolta di racconti Il cucciolo nel Vallone e nel 1953 il racconto Gli ingrassavo le scarpe venne selezionato al «Premio Prato».
Nel 1954 iniziò una serie di collaborazioni con «L'Unità», «Il Gazzettino», «Gioia», «Epoca», «Amica», «Gazzetta del Popolo», «La Nazione», «Gazzetta del Sud», «Noi donne», «Il Mezzogiorno». Nello stesso anno entrò definitivamente nel panorama letterario italiano con la pubblicazione de I Brusaz, con cui conseguì il  Premio Deledda, e avviò una collaborazione della durata di dodici anni con la casa editrice «Arnoldo Mondadori Editore».
Nel 1955 superò l’esame per conseguire la patente ed acquistò una Fiat 600, che soprannominò «Maria Giovanna», per spostarsi autonomamente ed esplorare le valli del Cadore. Nel 1957 acquistò un terreno nella località di Borca di Cadore, situata sotto le falde dell’Antelao, e vi costruì una piccola abitazione dove si trasferì in compagnia del cane Attila, a cui dedicò la raccolta di racconti Anni con Attila, pubblicata da Mondadori nel 1966, dove si affrontano i temi della solitudine, della malattia e della morte. 
Nel 1960 le venne diagnosticato il morbo di Parkinson, ma nonostante le complicazioni sempre maggiori, continuò l’attività di scrittura. Nel 1963 pubblicò I giorni veri, un diario della militanza partigiana che Giovanna riuscì a ricostruire grazie al ritrovamento degli appunti scritti durante la clandestinità e seppelliti da lei stessa sotto una roccia in montagna sedici anni prima. L’opera le valse il Premio Resistenza-Venezia nel 1966.
Negli anni Settanta il rapporto con la casa editrice Mondadori terminò e iniziò una serie di collaborazioni giornalistiche  con alcune case editrici bellunesi, nonostante la malattia la costringesse a periodi di limitata mobilità. 
Giovanna Zangrandi morì il 20 gennaio 1988 a Pieve di Cadore e per sua volontà testamentaria venne seppellita a Galliera, il piccolo paese natale in provincia di Bologna.
L’archivio privato ancora conservato a Pieve di Cadore è stato inventariato da Myriam Trevisan e pubblicato nel 2005 da Carocci Editore.

## Riconoscimenti
- La sezione Cadore dell'ANPI, nonché la biblioteca comunale di Galliera (suo paese natale, in provincia di Bologna) sono intitolate a Giovanna Zangrandi.

## Opere principali
- Leggende delle Dolomiti, Milano: L’Eroica, 1951
- I Brusaz, Milano: Mondadori «La Medusa degli Italiani», 1954
- Orsola nelle stagioni, Milano: Mondadori, 1957
- Il campo rosso (Cronaca di un'estate 1946), Milano: Ceschina, 1959
- I giorni veri, 1943-1945, Milano: Mondadori, 1963
- Anni con Attila, Milano: Mondadori, 1966
- Borca di Cadore. Cenno storico e turistico, Belluno: Tipografia Piave, 1970
- Il diario di Chiara, Milano: Mursia, 1972
- Racconti partigiani, Belluno: Nuovi sentieri, 1975
- Gente alla Palua. Racconti, Belluno: Nuovi sentieri, 1976
- Racconti partigiani e no, Belluno: Tarantola libraio, 1981
- Gli ingrassavo le scarpe, in Giovanni Falaschi (a cura di), La letteratura partigiana in Italia 1943-1945, prefazione di Natalia Ginzburg, Roma: Editori Riuniti, 1984
- Racconti del Cadore, a cura di Myriam Trevisan, Milano: Officina Libraria, 2010
- Silenzio sotto l’erba, a cura di Myriam Trevisan, Belluno: Nuovi sentieri, 2010